# Dos Torres
Dos Torres ist eine spanische Gemeinde in der Provinz Córdoba in Andalusien. 2024 hatte die Gemeinde 2.365 Einwohner. Sie umfasst 129 Quadratkilometer, liegt auf einer Höhe von 587 Meter über dem Meer und ist 65 Kilometer entfernt von Córdoba.

## Geographie
Das Dorf liegt am Nordrand von Los Pedroches. Im Süden schließt sich Añora als Gründung von Torremilano an. Im Nordwesten und Westen sind El Viso und Villaralto die nächsten Dörfer in ca. 7 Kilometer Entfernung. Dort ist auch der Anschluss an die N-502. Im Osten befindet sich Pedroche in 13 Kilometer Entfernung. Nach Norden führen keine nennenswerten Straßen. Dort befindet sich das Einzugsgebiet des Rio Guadarramilla mit dem Arroyo Cigüeñela. Durch Dos Torres fließt der Arroyo Milano.

## Geschichte
Die heutige Gemeinde war das Ergebnis einer Union von 1839 der Stadtviertel Torrefranca und Torremilano. Davor gab es des Öfteren Scharmützel um die Zugehörigkeit zur jeweiligen Herrschaft. Torre del Milano war ursprünglich ein isolierter Turm (Schloss), dessen Umfeld seit dem Ende des 14. Jahrhunderts besiedelt wurde. Zu dieser Zeit war es eine Grenzsiedlung zwischen dem Königreich Córdoba und der Herrschaft von Santa Eufemia, dessen Herr Gonzalo Messía Carrillo II (III. marqués de La Guardia) dem abhängigen Dorf den Namen Torrefranca gab. Während der zweiten Hälfte des 15. Jahrhunderts bemühten sich die Señores von Santa Eufemia auch Torremilano unter ihre Herrschaft zu bringen. Torremilano blieb immer königliche Siedlung außer in der Zeit zwischen 1660 und 1747 in der es, zusammen mit den Siete Villas de los Pedroches, an Felipe IV. verkauft wurde als los Marqueses de El Carpio. Während Torremilano als Teil der Siete Villas de Los Pedroches reicher war und sich dynamischer entwickelte, war Torrefranco lange Zeit Sitz der Herrschaft von Santa Eufemia.

## Sehenswürdigkeiten
Das wichtigste Monument von Dos Torres ist die Kirche Iglesia de Nuestra Señora de la Asunción (Kirche unserer lieben Frauen Himmelfahrt), ein gotisches, dreischiffiges Gebäude aus der zweiten Hälfte des 15. Jahrhunderts. Sie schmücklt sich mit einer Artesonado-Decke im Arte-mudéjar-Stil. Zwei Kapellen mit interessanten Gemälden des 16. Jahrhunderts sind noch vorhanden. An das Gebäude wurde ein barocker Glockenturm angesetzt. Darüber hinaus gibt ein Granit-Retabel von 1595 und das Grab des Tesorero de Indias, Pedro Gómez. Besonders wertvoll sind auch zwei Taufbecken aus Granit aus dem 18. Jahrhundert.
In Torrefranca ist die alte Pfarrkirche Santiago Apóstol aus dem 13. Jahrhundert erhalten. In ähnlich schlechtem Zustand sind verschiedene Einsiedeleien, die über das Gemeindegebiet verstreut sind: Nuestra Señora de Loreto, San Bartolomé, San Roque, Cristo de la Caridad, San Sebastián und San Isidoro. San Sebastian ist wohl die älteste davon. Von dort hat man einen guten Blick über das Gemeindegebiet.
Einige typische Gebäude aus dem 15. und Anfang des 16. Jahrhunderts sind noch vorhanden. Sie sind erkennbar an den Granit-Portalen und in vielen Fällen auch an Wappenschildern an der Hauswand. 
Weitere wichtige Monumente sind die Brücken Puente de las Madureñas, Puente de Piedra de Santa Ana und Puente Romano. Eine altchristliche Ruine befindet sich in El Poso de la Nieve. Die Funktion des kuriosen Gebäudes ist noch nicht geklärt.

## Kultur
Ein für den Ort charakteristisches Fest ist die Candelaria (Lichtmess) am 2. Februar. Gleich am folgenden Tag findet das Fest des Heiligen San Blas statt. Am Pfingstsonntag wird die Fiesta de La Virgen de Guía begangen. Weitere Feste sind die Fiesta de nuestra Señora de Loreta am ersten Maisonntag, das Fest San Isidro am 15. Mai und die Feria de San Roque vom 14. bis 19. August.